# 비봉역
비봉역(Bibong station, 飛鳳驛)은 경상북도 의성군 의성읍 비봉리에 위치한 중앙선의 철도역이다.
이 역은 열차 교행을 하는 신호장역으로, 일반 여객 열차는 정차하지 않는다. 2024년 12월 20일에 의성 - 북영천 구간의 선로 이설에 따라 폐역되었다.

## 역명 유래
마을 근처 산에 봉황이 많이 서식하였다는데 양지편 마을 우물가에 봉황새가 날아와 앉았다하여 봉정(鳳井), 음지는 비정(飛井)이라 하여 그것을 합쳐서 만들어졌다.

## 연혁
- 1971년 4월 10일 : 임시승강장으로 개업[1]
- 1971년 11월 1일 : 무배치간이역으로 변경[2]
- 1974년 12월 5일 : 역 폐지[3]
- 1976년 12월 25일 : 역사 신축 오픈.
- 1977년 3월 1일 : 신호장으로 재개업.
- 1979년 4월 1일 : 보통역으로 승격[4]
- 1983년 2월 1일 : 신호장으로 격하.[5]
- 1983년 2월 11일 : 여객 취급 중지.
- 2024년 9월 27일 : 폐역 고시[6]
- 2024년 12월 20일 : 폐역

## 사진

역 건물 (2009년)
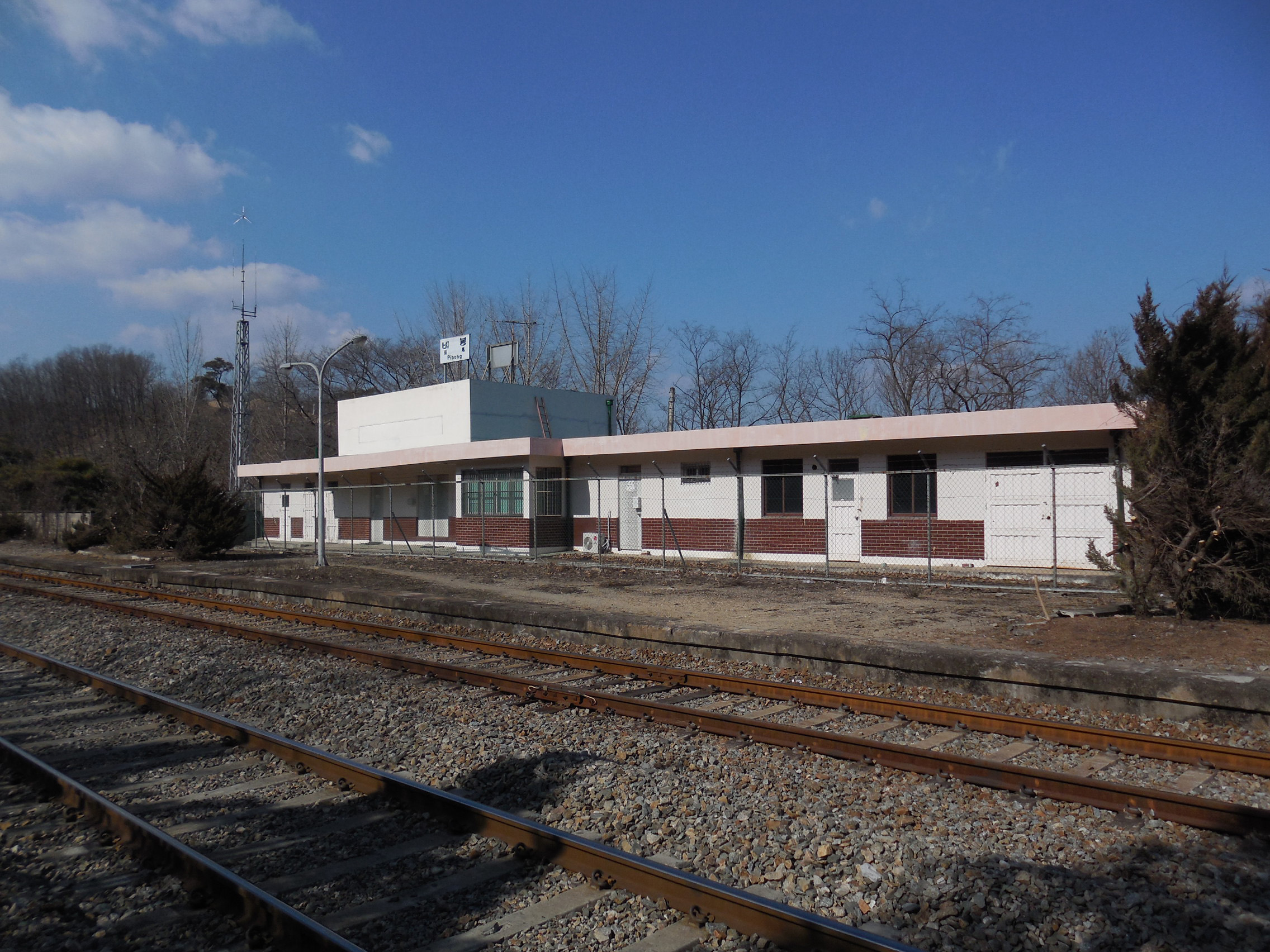
측면에서 바라본 역 건물
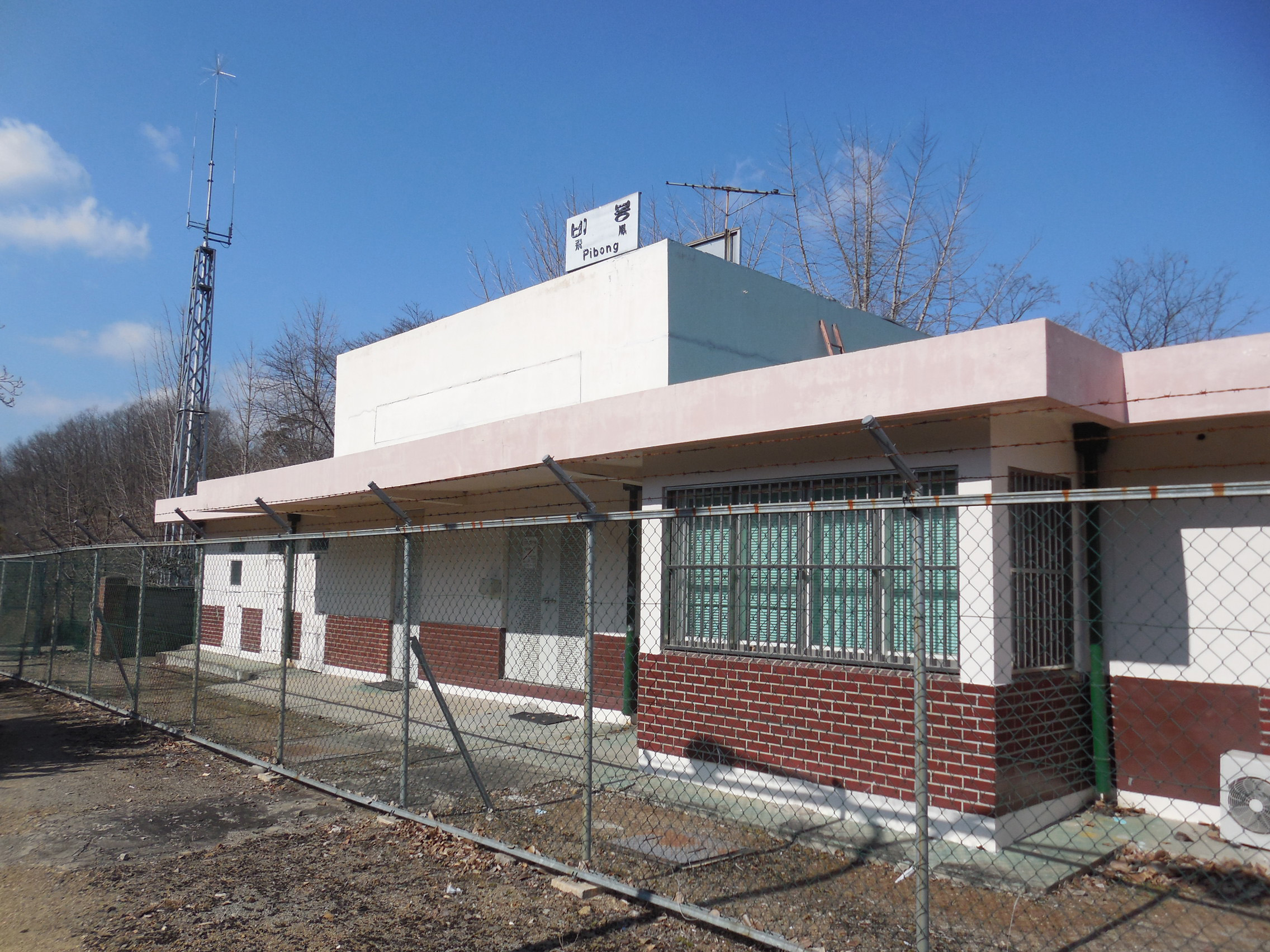
측면에서 바라본 역 건물
의성역 방향 (2009년)
탑리역 방향 (2009년)